# The Outbursts of Everett True

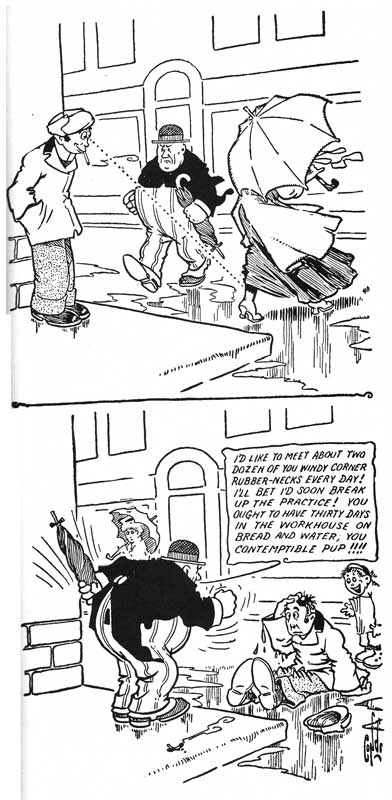
Everett True arremete contra un joven por deleitarse con el tobillo de una mujer.

The Outbursts of Everett True (traducción aproximada: «Los arrebatos de Everett True»), originalmente titulado A Chapter from the Career of Everett True («Un capítulo de la vida de Everett True») fue una tira de prensa de dos viñetas creada por A. D. Condo y J. W. Raper y publicada entre el 22 de julio de 1905 y el 13 de enero de 1927, cuando Condo tuvo que dejarla por razones de salud. 
Aparecieron dos colecciones contemporáneas en 1907 y 1921, y fue la «publicación más popular» de la Newspaper Enterprise Association. Posteriormente, aparte de apariciones ocasionales en Alley Oop en 1969, la tira fue relegada al olvido hasta que en 1983 se reimprimió una de las colecciones, y el guionista de cómics Tony Isabella y varios dibujantes recuperaron al personaje para una nueva tira en el Comics Buyer's Guide y The Comics Journal. En esta modernización, Everett True dirigió sus arrebatos de ira contra personas del mundo del cómic: dibujantes, guionistas, editores y distribuidores. En 2015, se publicó una nueva colección bajo el título Outbursts of Everett True con una introducción de Trevor Blake.

## Personajes e historia
La tira original giraba en torno a un hombre malhumorado de mediana edad que generalmente vestía un traje y un bombín que ya en la época presentaban un aspecto anticuado y cómico. Sin el sombrero, estaba completamente calvo. En las primeros tiras ya era de complexión más bien ancha, pero con el tiempo aumentó aún más su envergadura. A menudo fumaba un cigarro corto.
En cada tira, la primera viñeta mostraba generalmente a alguien que incomodaba o molestaba a True, a otra persona o a un animal. En la segunda viñeta, True arremetía airado contra la fuente de la molestia. En las primeras tiras, reaccionaba habitualmente con una diatriba desinhibida en que expresaba lo que otras personas normalmente habrían querido decir en esa situación, pero que no decían por educación. A veces, esta diatriba iba acompañada de comentarios aprobatorios de otros transeúntes. Las tiras posteriores evolucionarían a un estilo más de golpe y porrazo. True respondería reprendiendo al autor de la molestia inicial o (en caso de enfrentarse a un hombre) golpeándolo. El único personaje que ocasionalmente cambiaba las tornas era su esposa, que aparecía ocasionalmente para regañar o golpear a True por algún comportamiento inaceptable.

## Adaptaciones
La American Bioscope Company realizó una serie de cortometrajes mudos sobre Everett True. El primero de estos cortometrajes, Everett True Breaks Into The Movies, protagonizado por Robert Bolder como Everett y Paula Reinbold como la Sra. True, salió en cartelera en 1916.